# Schlachtgeschwader 10
A Schlachtgeschwader 10 foi uma unidade da Luftwaffe que atuou durante a Segunda Guerra Mundial, sendo uma unidade de ataque ao solo.

## Comandantes
| Comandante                       | Data                                          |
| -------------------------------- | --------------------------------------------- |
| Major Heinz Schumann             | 18 de Outubro de 1943 - 8 de Novembro de 1943 |
| Oberstleutnant Helmut Viedebantt | Dezembro de 1943 - Julho de 1944              |
| Oberstleutnant Ewald Janssen     | 20 de Julho de 1944 - Janeiro de 1945         |
| Oberstleutnant Georg Jakob       | 30 de Janeiro de 1945 - 8 de Maio de 1945     |

## Stab
O Stab foi formado no dia 18 de Agosto de 1943 em Berditschew a partir do Stab/SKG 10.

## Gruppenkommandeure
- Maj Egon Thiem, 1 de Dezembro de 1943 - 8 de Maio de 1945

Formado no dia 18 de Outubro de 1943 em Berditschew a partir do I./Sch.G.2 com:
- Stab I./SG10 a partir do Stab I./Sch.G.2
- 1./SG10 a partir do 1./Sch.G.2
- 2./SG10 a partir do 2./Sch.G.2
- 3./SG10 a partri do 3./Sch.G.2

O 1./SG10 foi convertido para o uso do Fw 190 Panzerschreck no mês de Outubro de 1944.

## II. Gruppe

### Gruppenkommandeure
- Obstlt Helmut Viedebantt, 18 de Outubro de 1943 - 16 de Dezembro de 1943
- Maj Götz Baumann, 16 de Dezembro de 1943 - 8 de Maio de 1945

Foi formado no dia 18 de Outubro de 1943 em Berditschew a partir do IV./SKG10 com:
- Stab II./SG10 a partir do Stab IV./SKG10
- 4./SG10 a partir do 10./SKG10
- 5./SG10 a partir do 11./SKG10
- 6./SG10 a partir do 12./SKG10

## III. Gruppe

### Gruppenkommandeure
- Maj Helmut Leicht, 18 de Outubro de 1943 - 2 de Julho de 1944
- Maj Horst Steinhardt, 2 de Julho de 1944 - 8 de Maio de 1945

Foi formado no dia 18 de Outubro de 1943 em Berditschew a partir do II./St.G. 77 com:
- Stab III./SG10 a partir do Stab I./St.G.77
- 7./SG10 novo
- 8./SG10 a partir do 5./St.G.77
- 9./SG10 a partir do 6./St.G.77

No mês de Maio de 1944 o 7./SG10 foi dispensado, e foi reformado a partir do 4./SG 152.